# Marcin Kamiński (piłkarz)
Marcin Kamiński (ur. 15 stycznia 1992 w Koninie) – polski piłkarz występujący na pozycji obrońcy w polskim klubie Wisła Płock. Uczestnik Mistrzostw Europy 2012.

## Kariera klubowa

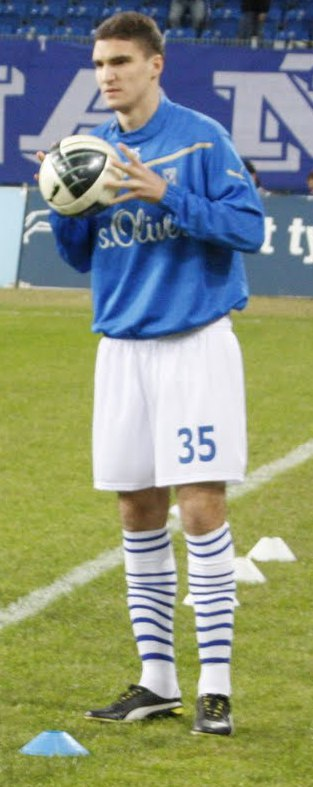
Kamiński w 2012 roku

Kamiński jest wychowankiem klubu ze swojego rodzinnego miasta – Aluminium Konin, skąd w 2005 trafił do juniorskiej drużyny Lecha Poznań. W 2009 został włączony do pierwszej drużyny Lecha. Debiut w Ekstraklasie zaliczył 21 listopada 2009 w wygranym meczu przeciwko Ruchowi Chorzów. W debiutanckim sezonie 2009/2010 wystąpił 4 razy na ekstraklasowych boiskach i zdobył z Lechem mistrzostwo Polski. Od sezonu 2011/2012 był podstawowym zawodnikiem poznańskiej drużyny, z którą dwukrotnie sięgał po wicemistrzostwo kraju (sezony 2012/2013 i 2013/2014), a w sezonie 2014/2015 wywalczył kolejne mistrzostwo Polski.
W czerwcu 2016 podpisał trzyletni kontrakt z VfB Stuttgart. W pierwszym zespole zadebiutował 30 października 2016 w wygranym 3:1, meczu 2. Bundesligi przeciwko Karlsruher. Swojego pierwszego gola dla Stuttgartu zdobył 5 kwietnia 2017, w doliczonym czasie gry ligowego meczu z TSV 1860 Monachium, zapewniając drużynie remis 1:1. W sezonie 2016/17, wygrał z VfB rozgrywki 2. Bundesligi i tym samym awansował z tym klubem do Bundesligi, natomiast sam wystąpił w 23 spotkaniach, strzelając 1 bramkę. 19 sierpnia 2017, w przegranym 0:2 meczu z Herthą, zadebiutował w Bundeslidze. 24 sierpnia 2018 Polski obrońca został wypożyczony z klubu VfB Stuttgart do klubu Fortuna Düsseldorf gdzie wystąpił w 27 meczach w których zaliczył jedną asystę. Po sezonie 18/19 wrócił do VfB Stuttgart. 30 czerwca 2021 kontrakt polskiego środkowego obrońcy z klubem VfB Stuttgart wygasł. 
1 lipca 2021 podpisał dwuletni kontrakt z wówczas drugoligową drużyną FC Schalke 04 w której zagrał 35 meczów strzelając 3 bramki i zaliczając 3 asysty. Wraz z drużyną FC Schalke 04 po roku awansowali do najwyższego szczeblu rozgrywek, czyli Bundesliga niemiecka w piłce nożnej.
2 lipca 2025 podpisał dwuletni kontrakt z Wisłą Płock. Zadebiutował 19 lipca 2025 w wygranym 2:0 meczu z Koroną Kielce. Pierwszą bramkę w barwach Wisły Płock zdobył 17 sierpnia 2025 w wygranym 1:0 meczu z Legią Warszawa.

## Kariera reprezentacyjna
W 2009 został włączony do kadry pierwszego zespołu Lecha, z którym to zdobył tytuł mistrza Polski. 16 grudnia 2011 w meczu z Bośnią i Hercegowiną zadebiutował w reprezentacji Polski.
2 maja 2012 został powołany przez Franciszka Smudę do szerokiej, 26-osobowej kadry na Euro 2012. Następnie znalazł się w ostatecznym składzie, ogłoszonym przez selekcjonera Franciszka Smudę, na Euro 2012, jednak w samym turnieju nie wystąpił podczas meczu.
5 listopada 2013 został powołany przez trenera reprezentacji Polski Adama Nawałkę na dwa mecze towarzyskie ze Słowacją i Irlandią.

## Statystyki kariery klubowej
(aktualne na dzień 1 września 2022)
| Klub                      | Liga                  | Liga  | Liga   | Puchar kraju | Puchar kraju | Europa | Inne  | Suma  | Suma   |
| Klub                      | Liga                  | Mecze | Bramki | Mecze        | Bramki       | Mecze  | Mecze | Mecze | Bramki |
| ------------------------- | --------------------- | ----- | ------ | ------------ | ------------ | ------ | ----- | ----- | ------ |
| Lech Poznań               | Ekstraklasa           | 4     | 0      | 1            | 0            | –      | –     | 5     | 0      |
| Lech Poznań               | Ekstraklasa           | –     | –      | 3            | 0            | 1      | 1     | 5     | 0      |
| Lech Poznań               | Ekstraklasa           | 28    | 0      | 4            | 0            | –      | –     | 32    | 0      |
| Lech Poznań               | Ekstraklasa           | 23    | 3      | 1            | 0            | 5      | –     | 29    | 3      |
| Lech Poznań               | Ekstraklasa           | 32    | 2      | 2            | 0            | 4      | –     | 38    | 3      |
| Lech Poznań               | Ekstraklasa           | 36    | 2      | 6            | 0            | 3      | –     | 45    | 2      |
| Lech Poznań               | Ekstraklasa           | 35    | 1      | 7            | 0            | 11     | 1     | 54    | 2      |
| Lech Poznań               | Ogólnie               | 158   | 8      | 24           | 0            | 24     | 2     | 208   | 10     |
| VfB Stuttgart             | 2. Fußball-Bundesliga | 23    | 1      | –            | –            | –      | –     | 23    | 1      |
| VfB Stuttgart             | Bundesliga            | 23    | 0      | 2            | 0            | –      | –     | 25    | 0      |
| VfB Stuttgart             | Ogólnie               | 46    | 1      | 2            | 0            | 0      | 0     | 48    | 1      |
| Fortuna Düsseldorf (wyp.) | Bundesliga            | 23    | 0      | 0            | 0            | –      | –     | 23    | 0      |
|                           | Ogólnie               | 23    | 0      | 0            | 0            |        |       | 23    | 0      |
| VfB Stuttgart             | 2. Fußball-Bundesliga | 9     | 0      | 0            | 0            | –      | –     | 9     | 0      |
| VfB Stuttgart             | Bundesliga            | 5     | 0      | 1            | 0            | –      | –     | 6     | 0      |
|                           | Ogólnie               | 14    | 0      | 1            | 0            |        |       | 15    | 0      |
| FC Schalke 04             | 2. Fußball-Bundesliga | 31    | 2      | 2            | 0            | –      | –     | 33    | 2      |
| FC Schalke 04             | Bundesliga            | 1     | 0      | 1            | 1            | –      | –     | 2     | 1      |
| Ogólnie w karierze        | Ogólnie w karierze    | 227   | 9      | 26           | 1            | 24     | 2     | 329   | 14     |

## Statystyki kariery reprezentacyjnej
(aktualne na dzień 15 listopada 2018)
| Reprezentacja | Rok     | Mecze | Bramki |
| ------------- | ------- | ----- | ------ |
| Polska        |         |       |        |
| 2011          | 1       | 0     |        |
| 2012          | 2       | 0     |        |
| 2013          | 1       | 0     |        |
| 2018          | 3       | 0     |        |
| Ogólnie       | Ogólnie | 7     | 0      |

| Mecze i gole w reprezentacji | Mecze i gole w reprezentacji | Mecze i gole w reprezentacji | Mecze i gole w reprezentacji | Mecze i gole w reprezentacji | Mecze i gole w reprezentacji | Mecze i gole w reprezentacji |
| Lp.                          | Data                         | Miasto                       | Przeciwnik                   | Gol                          | Wynik                        | Rozgrywki                    |
| ---------------------------- | ---------------------------- | ---------------------------- | ---------------------------- | ---------------------------- | ---------------------------- | ---------------------------- |
| 1.                           | 16.12.2011                   | Antalya                      | Bośnia i Hercegowina         |                              | 1:0                          | towarzyski                   |
| 2.                           | 22.05.2012                   | Klagenfurt                   | Łotwa                        |                              | 1:0                          | towarzyski                   |
| 3.                           | 26.05.2012                   | Klagenfurt                   | Słowacja                     |                              | 1:0                          | towarzyski                   |
| 4.                           | 15.11.2013                   | Wrocław                      | Słowacja                     |                              | 0:2                          | towarzyski                   |
| 5.                           | 23.03.2018                   | Wrocław                      | Nigeria                      |                              | 0:1                          | towarzyski                   |
| 6.                           | 11.09.2018                   | Wrocław                      | Irlandia                     |                              | 1:1                          | towarzyski                   |
| 7.                           | 15.11.2018                   | Gdańsk                       | Czechy                       |                              | 0:1                          | towarzyski                   |

## Sukcesy

### Lech Poznań
- Mistrzostwo Polski: 2009/2010, 2014/2015
- Superpuchar Polski: 2015

### VfB Stuttgart
- Mistrzostwo 2. Bundesligi: 2016/2017

### Indywidualne
- Złote Buty w Plebiscycie redakcji Sportu: 2015